# Кум (піщаний масив)
Кум (рос. кум, англ. kum, нім. Kum) — піски, піщані масиви, складені з перевіяного вітром алювію, рідше із продуктів вивітрювання щільних порід. 
Термін кум — загальний для всіх тюркських мов; як правило супроводжується прикметником, який означає колір тощо. 
характеристики пісків. Наприклад, кара — чорний, кизил — червоний, ак — білий, тау — гірський, муюн — вигнутий. Син. — гум.